# Соболев, Александр Владимирович (литератор)
Александр Владимирович Соболев (настоящее имя — Исаак Владимирович Соболев, фамилия при рождении — Соболь; 6 ноября 1915, Полонное Новоград-Волынского уезда Волынской губернии — 6 сентября 1986, Москва) — советский поэт, прозаик и журналист. Автор положенного на музыку стихотворения «Бухенвальдский набат» (1958).

## Биография
Родился в местечке Полонное в бедной еврейской семье; рано остался без матери. С 1930 года жил в Москве, где учился в фабрично-заводском училище и работал слесарем на механическом заводе № 45. Одновременно занимался в литературных объединениях при многотиражной заводской газете и журнале «Огонёк». С середины 1930-х годов — на журналистской работе. С 1942 года — в действующей армии, демобилизован по инвалидности в 1944 году после нескольких ранений и контузий.
Работал на Московском авиамоторном заводе слесарем в инструментальном цехе и ответственным секретарём заводской многотиражной газеты (где вёл стихотворную рубрику «Ведёт разговор дед Никанор»), уволен по сокращению штатов. Печатался в газетах «Труд», «Гудок», «Вечерняя Москва», журнале «Крокодил».
Стихотворение «Бухенвальдский набат» было опубликовано в сентябре 1958 года в газете «Труд». Композитор В. И. Мурадели написал к нему музыку. В 1960-х гг. песня получила большую известность.
После этого стихи Соболева практически не публиковались, за исключением изданных приложением к журналу «Крокодил» сборников сатирических стихов «Бритый ёж» (1967), «Отчего плакали лошади» (1972), «Весёлый вояж» (1976) и сборника лирических стихов «Бухенвальдский набат» (1985).
Творческое наследие поэта было опубликовано его вдовой, журналисткой Татьяной Михайловной Соболевой, в том числе сборник избранных стихотворений «Бухенвальдский набат: Строки-арестанты» (М., 1996) и законченный в 1977 году роман «Ефим Сегал, контуженный сержант» (М.: ПИК, 1999). В 2006 году Т. М. Соболева опубликовала биографическую книгу о муже «В опале честный иудей…» (М.: Параллели, 2006).
Скончался 6 сентября 1986 г., урна с прахом захоронена на Николо-Архангельском кладбище в Москве (участок № 1/9). Рядом погребена супруга поэта Татьяна Михайловна Соболева (1920—2015).